# Abbandonata in viaggio di nozze
Abbandonata in viaggio di nozze (Family Honeymoon) è un film del 1948 diretto da Claude Binyon. La sceneggiatura si basa sul romanzo Family Honeymoon di Homer Croy, pubblicato a New York nel 1942.

## Trama
Katie Armstrong è una giovane vedova e madre di tre figli, Charlie, Abner e Zoe, nonché promessa sposa del professore di botanica Grant Jordan. Grant è alla ricerca di fondi per costruire un nuovo edificio di ricerca botanica nel campus universitario, dove lavora, e la persona più influente da convincere in questa ricerca è il rettore Fenster. In passato Grant ebbe una relazione con la figlia del rettore, Minna, e rimane di stucco quando lei irrompe al suo addio al celibato; inoltre riesce quasi a rovinare la festa di fidanzamento di Katie, la quale non gradisce la costante presenza di Minna. Grant le assicura di trattarsi di acqua passata, ma tuttavia non può del tutto ignorarla, dato l'importante rapporto col rettore.
Le intenzioni di Minna sono chiaramente atte a sabotare la relazione tra Grant e Katie. Mentre la coppia si prepara al matrimonio e alla conseguente luna di miele, la sorella di Katie, Jo, accudisce i bambini. Proprio prima del matrimonio, Jo si ferisce in un incidente domestico che le impedisce di adempiere alla promessa. La coppia di novelli sposi non ha altra alternativa che portare i bambini con sé in viaggio di nozze. E qui iniziano i guai: Abner e Charlie scendono dal treno per prendersi un gelato alla fermata di Porterville, senza dir nulla, e si perdono scomparendo nella notte. Quando il resto della famiglia arriva a Junction City, tornano a Porterville per cercarli, ma qui vengono a conoscenza che i bambini sono partiti per Junction City con un commesso viaggiatore. In seguito scoprono di trovarsi presso un agricoltore locale, dove vengono raggiunti.
Dopo essersi riunita, la famigliola raggiunge il Grand Canyon. Qui Grant scopre che Minna e il rettore sono anch'essi lì in vacanza; Minna inizia a lavorarsi Grant, cercando di stargli addosso il più possibile, convincendolo a mostrare al padre i suoi schizzi preliminari sull'edificio. Di ritorno all'albergo, Katie li trova insieme, e tra i due sposini ne consegue una lite. Indignato, Grant va via sotto gli occhi compiaciuti di Minna.
Poco dopo, anche Katie e i bambini vanno via, e quando Grant, pentito, fa ritorno, non trova nessuno. Ad attendere il rientro a casa della famiglia è una calorosa festa organizzata da Jo; Katie imbarazzata per essere tornata senza il marito sta per annunciare la loro separazione, quando improvvisamente compare Grant. La coppia, riunita, può passare la prima notte insieme.

## Produzione
Il film venne prodotto dalla Universal International Pictures.

### Luoghi delle riprese
Il film venne girato nel Parco nazionale del Grand Canyon, in Arizona.

## Distribuzione
Il copyright del film, richiesto dalla Universal Pictures Co., Inc., fu registrato il 6 dicembre 1948 con il numero LP2148.
Venne proiettato per la prima volta in pubblico negli Stati Uniti il 6 dicembre 1948 in una fiera del cinema di New York, e distribuito nell'intera nazione il 24 febbraio 1949 dalla Universal Pictures; in Italia venne distribuito nel settembre 1949.